# 1466
Пізнє Середньовіччя •  Відродження •  Реконкіста •  Ганза •  Ацтецький потрійний союз •  Імперія інків

## Геополітична ситуація
Османську державу очолює Мехмед II Фатіх (до 1481). Імператором Священної Римської імперії є Фрідріх III. У Франції королює Людовик XI (до 1483).
Апеннінський півострів розділений: північ належить Священній Римській імперії, середню частину займає Папська область, південь належить Неаполітанському королівству. Деякі міста півночі: Венеція, Флоренція, Генуя тощо, мають статус міст-республік.
Майже весь Піренейський півострів займають християнські Кастилія і Леон, де править Енріке IV (до 1474), Арагонське королівство на чолі з Хуаном II (до 1479) та Португалія, де королює Афонсо V (до 1481). Під владою маврів залишилися тільки землі на самому півдні.
Едуард IV є королем Англії (до 1470), королем Данії та Норвегії — Кристіан I (до 1481). Королем Угорщини є Матвій Корвін (до 1490), а Богемії — Їржі з Подєбрад (до 1471). У Польщі королює, а у Великому князівстві Литовському княжить Казимир IV Ягеллончик (до 1492).
Частина руських земель перебуває під владою Золотої Орди. Галичина входить до складу Польщі. Волинь належить Великому князівству Литовському. Московське князівство очолює Іван III Васильович (до 1505).
На заході євразійських степів від Золотої Орди відокремилися Казанське ханство, Кримське ханство, Ногайська орда. У Єгипті панують мамлюки. У Китаї править династія Мін. Значними державами Індостану є Делійський султанат, Бахмані, Віджаянагара. В Японії триває період Муроматі.
У Долині Мехіко править Ацтецький потрійний союз на чолі з Монтесумою I (до 1469). Цивілізація майя переживає посткласичний період. В Імперії інків править Панчакутек Юпанкі (до 1471).

## Події
- Кримське ханство очолив Менглі I Герай.
- 14 жовтня укладено Другий Торунський мир, що завершив Тринадцатилітню війну 1454-66 років між Тевтонським орденом і Польським королівством. До Польщі відійшла західна частина володінь Ордену, котрий визнав себе васалом польського короля, — Помор'я, район Хелми і Ольштин, міста Гданськ, Ельбінг, Торунь і Мальборк. Новою столицею ордену стало місто  Кенінгсберг.
- Тверський купець Афанасій Нікітін розпочав свої ходіння за три моря. (Одна з можливих дат)
- Утворилося Астраханське ханство.
- Французький король Людовик XI започаткував виробництво шовкових тканин у Ліоні.
- Мехмед II Фатіх взяв в облогу албанське місто Крую, але Скандербег змусив його відступити.
- У Грузинському царстві почався період безладу.

## Народились
- 30 листопада — Андреа Доріа, генуезький адмірал і державний діяч

## Померли
- 13 грудня — У Флоренції у віці 80-и років помер італійський скульптор епохи раннього Відродження  Донателло (Донато ді Нікколо ді Бетто Барді).